# Dunnicaer Hillfort
Dunnicaer Hillfort (auch Dun-Na-Caer, Dunncaer, Dinnacair oder Stonehaven genannt) ist ein Promontory Fort an der schottischen Kliffküste, nahe dem Hafen von Stonehaven in Aberdeenshire. Der Zugang ist äußerst gefährlich.
Der etwa 20 m hohe, isolierte Felsen von Dunnicaer, ein etwa 700 m nördlich vom ehemaligen Promontory Fort und der späteren Burgruine von Dunnottar Castle befindlicher Stack, scheint ehemals besiedelt gewesen zu sein. Der etwa 20 × 12 m messende Gipfel ist von Rasen bedeckt, und obwohl es lose Steine um die Ränder gibt, sind keine Siedlungsspuren erkennbar.
Im Jahre 1832 erkletterten Jugendliche den Fels und warfen mehrere Steine einer niedrigen Mauer entlang des Felsrandes ins Meer. Eine Anzahl von ihnen wurde später herausgeholt und mindestens sechs waren mit piktischen Piktogrammen versehen. Der schottische Architekt Alexander Thomson (1817–1875) kaufte 1862 fünf der Steine und ließ sie zum etwa 27 km entfernten Banchory House (heute Banchory Lodge Hotel) bringen, wo vier von ihnen in eine Mauer eingebaut wurden.
Im Jahr 2015 fand ein Team der University of Aberdeen die Reste eines Hauses, einen Herd und Wälle aus dem 3. oder 4. Jahrhundert n. Chr. auf dem Fels. Der Archäologe Gordon Noble leitet daraus ab, dass Menschen trotz seiner geringen Größe mindestens einen Teil des Jahres auf dem Fels lebten. Die Archäologen fanden Belege für Wälle, Fußböden und einen Herd. Proben in den Gräben wurden Kohlenstoff datiert. Dies deutet darauf hin, dass der Standort aus dem 3. oder 4. Jahrhundert stammt und das älteste entdeckte piktische Fort ist.
Gorden Noble beschrieb den See-Stack als "außergewöhnliches archäologisches Fundstück" und sagt über die datierten Funde, dass er zuversichtlich sei, dass es einer der frühesten befestigten Standorte der Pikten war. Dafür sprechen auch 1856 und 1857 in der Nähe gefundene Symbolsteine.